# Caixa de ritmos

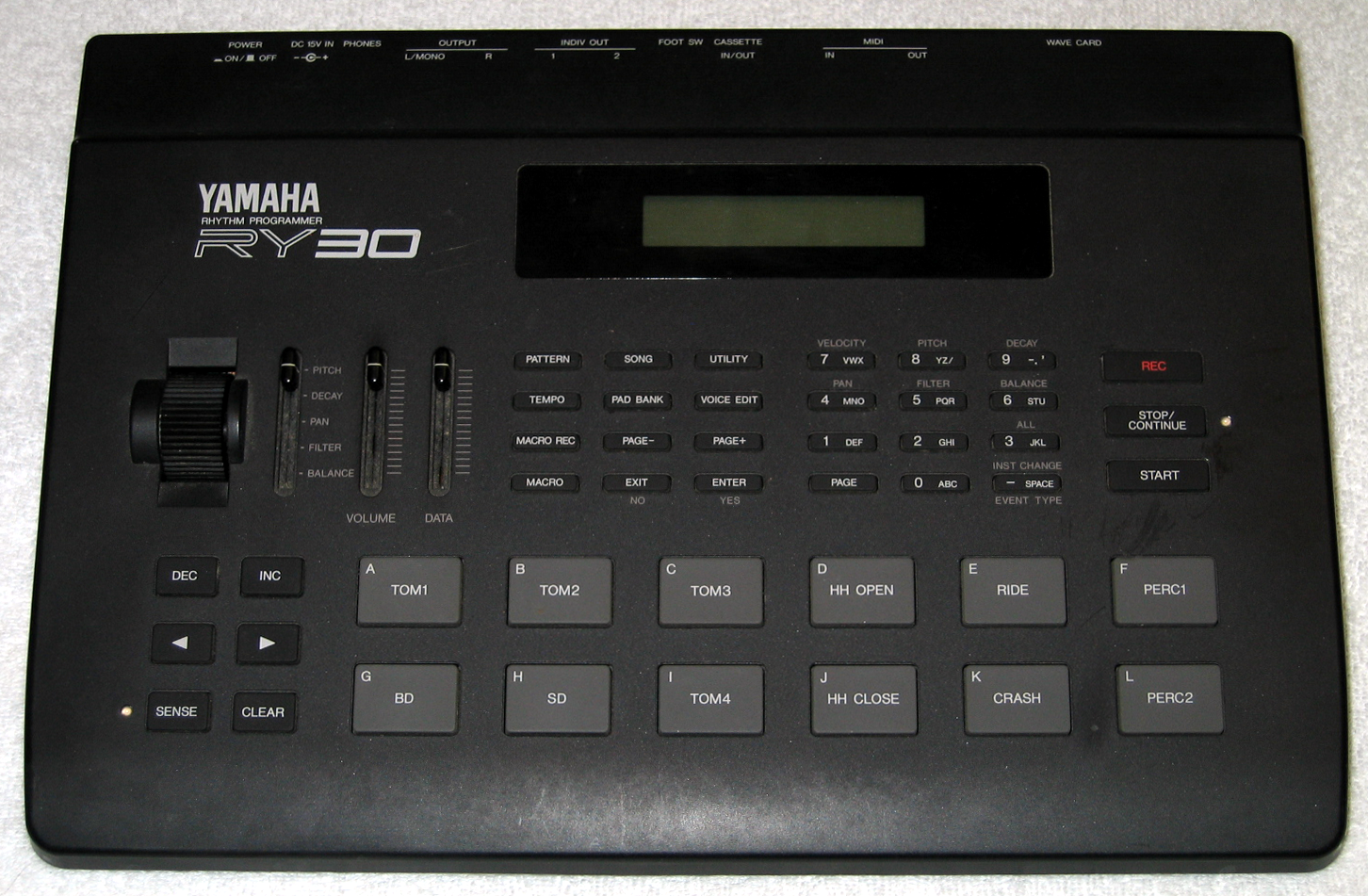
Uma caixa de ritmos,
modelo RY30 da Yamaha

Uma caixa de ritmos (português europeu) ou máquina de ritmos (português brasileiro), também conhecida pelo seu nome em inglês, drum machine, é um instrumento musical electrónico concebido para imitar os sons de uma bateria e/ou de outros instrumentos musicais de percussão.
A maioria das caixas de ritmos são na realidade sintetizadores (especializados em produzir timbres de instrumentos de percussão) munidos de um sequenciador que permite a criação e reprodução de modelos rítmicos, que podem depois ser encadeados de modo a executar toda a parte rítmica de uma música.